# Závod (powiat Malacky)
Záhorská Ves – wieś i gmina (obec) w zachodniej Słowacji, administracyjnie i terytorialnie należąca do powiatu Malacky, w kraju bratysławskim na Słowacji.